# Fernando Giudicelli
Fernando Giudicelli (1 de gener de 1906 - 28 de desembre de 1968) fou un futbolista brasiler.

## Selecció del Brasil
Va formar part de l'equip brasiler a la Copa del Món de 1930.

## Referències

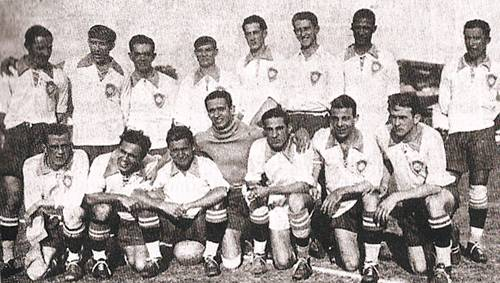
Mundial 1930: darrera: Brilhante, Fernando Giudicelli, Hermógenes, Nilo, Carvalho Leite, Itália, Fausto dos Santos, Santana; davant: Teóphilo, Benevenuto, Benedito, Velloso, Doca, Russinho, Preguinho.